# Pionier van het leven
Pionier van het leven is een hoorspel dat gebaseerd is op het boek The Cry and The Covenant (1949) van Morton Thompson. De NCRV zond het uit op maandag 18 september 1961 (met een herhaling op 27 september 1961). De regisseur was Wim Paauw. De uitzending duurde 64 minuten.

## Rolbezetting
- Paul van der Lek (Marco)
- Dick van ’t Sant (Poldi)
- Ingrid van Benthem (Maria Weidenhofer)
- Jan Borkus (Ignaz Semmelweiss)
- Tine Medema (moeder Weidenhofer)
- Dries Krijn (vader Weidenhofer)
- Louis de Bree (professor Skoda)
- John de Freese (professor Birly)
- Thom Hakker (Chiari)
- Eva Janssen (Julia Esterhazy)
- Paul Deen (Arneth)
- Ko van den Bosch (Balassa)
- Erik Plooyer (Dr. Klewisch)
- Piet te Nuyl sr. (Dr. Kilian)

## Inhoud
Dit hoorspel handelt over de Hongaarse obstreticus Ignaz Philipp Semmelweiss (1818-1865), die verbonden was aan de kraamkliniek van het algemeen ziekenhuis te Wenen. Daar merkte hij in 1847 de overeenkomst op tussen kraamvrouwenkoorts en de gevolgen van besmetting met lijkengif. Dat bracht hij in verband met het verrichten van verlossingen door artsen die direct van de sectiekamer kwamen. Daarom eiste hij dat al wie verloskundige hulp zou verlenen eerst de handen met zeep waste en ontsmette met gechloreerd water. Hij werd echter heftig bestreden (al daalde de sterfte in zijn kliniek door deze maatregel zeer beduidend) en pas in 1890 werden zijn inzichten algemeen aanvaard…